# Islanda ai Giochi della V Olimpiade
L'Islanda partecipò ai Giochi della V Olimpiade che si sono svolti a Stoccolma dal 5 maggio al 27 luglio 1912, con una delegazione di 2 atleti impegnati in due discipline.